# Soesi B
Soesie B, de son vrai nom Said Rharissi né le 25 décembre 1986 à Amsterdam, est un rappeur néerlandais d'origine marocaine. Il a été mis en avant par le célèbre rappeur Yes-R.